# Nueil-les-Aubiers
Nueil-les-Aubiers é uma comuna francesa na região administrativa da Nova Aquitânia, no departamento de Deux-Sèvres. Estende-se por uma área de 98,83 km². Em 2010 a comuna tinha 5 631 habitantes (densidade: 57 hab./km²).